# Ildefons Schulte Strathaus
Ildefons Schulte Strathaus OSB (* 6. Mai 1887 in Bövinghausen (Castrop-Rauxel) als Ewald Anton Schulte Strathaus; † 23. Mai 1971 in Siegburg) war ein deutscher Benediktinermönch und erster Abt der wiederbegründeten Benediktinerabtei Michaelsberg und 47. der Siegburger Abtsreihe.

## Leben
Ewald Anton Schulte Strathaus legte am 24. April 1905 die Profess in der Benediktinerabtei in Merkelbeek ab und nahm den Ordensnamen Ildefons an. Er studierte Philosophie in Merkelbeek und Katholische Theologie in Rom. Kurz nach seiner Priesterweihe 1912 wurde er in Rom zum Dr. theol. promoviert.
1919 kam er in das Kloster Michaelsberg, welches 1935 zur Abtei erhoben wurde. Am 15. April 1935 wurde er vom Konvent zum ersten Abt der wiederbegründeten Abtei St. Michael gewählt. Am 16. Mai 1935 führte ihn Benedikt van Schepdael OSB, Abt von Affligem, in das Amt ein; die Abtsbenediktion folgte am 2. Juni 1935 durch Karl Joseph Kardinal Schulte, Erzbischof von Köln.
Eine Hauptaufgabe seiner Amtszeit als Abt war der Wiederaufbau der im Zweiten Weltkrieg zerstörten Abteigebäude. Abt Schulte Strathaus wurde daher auch „der Aufbau-Abt“ genannt.
Am 8. Mai 1967, kurz nach seinem 80. Geburtstag, legte Ildefons Schulte Strathaus aus Altersgründen sein Amt nieder.

## Ehrungen
- Ehrenbürger von Siegburg (1955)
- Großes Verdienstkreuz des Verdienstordens der Bundesrepublik Deutschland (1955)
- Ehrenmitglied der katholischen Studentenverbindungen KDStV Hercynia Freiburg im Breisgau (1960) und KDStV Ripuaria Bonn (1963), beide im CV[4]